# Río de las Chinas
Río de las Chinas är ett vattendrag i Chile.   Det ligger i regionen Región de Magallanes y de la Antártica Chilena, i den södra delen av landet, 2 000 km söder om huvudstaden Santiago de Chile. Río de las Chinas ligger vid sjön Lago del Toro.
Trakten runt Río de las Chinas är nära nog obefolkad, med mindre än två invånare per kvadratkilometer.